# Erzeparchie Bagdad (Syrer)
Die Erzeparchie Bagdad der Syrer (lateinisch Archieparchia Babylonensis Syrorum) ist eine mit der römisch-katholischen Kirche unierte syrisch-katholische Erzeparchie mit Sitz in Bagdad im Irak. Die Diözese wurde am 28. September 1862 gegründet.

## Ordinarien
- Atanasio Raffaele Ciarchi (1862−...)
- Athanase Ignace Nuri (1894–1908)
- Atanasio Giorgio Dallal (1912–1926), dann Erzbischof von Mossul
- Atanasio Behnam Kalian (1929–1949)
- Atanasio Paul Hindo (1949–1953)
- Athanase Jean Daniel Bakose (1953–1983)
- Athanase Matti Shaba Matoka (1983–2011)
- Yousif Abba (seit 2011)